# UFC Brazil
UFC Brazil: Ultimate Brazil（ユーエフシー・ブラジル：アルティメット・ブラジル、別名UFC 17.5）は、アメリカ合衆国の総合格闘技団体「UFC」の大会の一つ。1998年10月16日、ブラジル・サンパウロ州サンパウロのジナシオ・ダ・ポルチュゲーザで開催された。

## 大会概要
UFC初のブラジル大会となった本大会では、メインイベントのUFC世界ミドル級（後のライトヘビー級）タイトルマッチで、王者フランク・シャムロックが挑戦者ジョン・ローバーを降し、王座の初防衛に成功した。
初代UFC世界ライト級（後のウェルター級）王座決定戦ではパット・ミレティッチがマイキー・バーネットを降し、初代王者となった。
ヴァンダレイ・シウバとペドロ・ヒーゾがUFCに初出場した。
前大会（UFC 17）でトーナメントが廃止され、本大会からは全試合ワンマッチへ移行（UFC 23を除く）した。

## 試合結果
第1試合 ミドル級 12分1R
○  シーザー・モウサッシ vs.  パウロ・サントス ×
1R 9:00 TKO（レフェリーストップ：マウントパンチ）
第2試合 ライト級 12分1R
○  トゥーリオ・パルハレス vs.  アドリアーノ・サントス ×
1R 10:27 TKO（レフェリーストップ：グラウンドパンチ）
第3試合 ミドル級 15分1R
○  エベンゼール・フォンテス・ブラガ vs.  ジェレミー・ホーン ×
1R 3:27 フロントチョーク
第4試合 ヘビー級 15分1R
○  高阪剛 vs.  ピート・ウィリアムス ×
1R終了 判定3-0
第5試合 UFC世界ライト級王座決定戦 20分1R
○  パット・ミレティッチ vs.  マイキー・バーネット ×
1R終了 判定2-1
※ミレティッチが王座獲得に成功
第6試合 ヘビー級 15分1R
○  ペドロ・ヒーゾ vs.  タンク・アボット ×
1R 8:07 KO（右ストレート）
第7試合 ミドル級 15分1R
○  ビクトー・ベウフォート vs.  ヴァンダレイ・シウバ ×
1R 0:44 TKO（レフェリーストップ：スタンドパンチ連打）
第8試合 UFC世界ミドル級タイトルマッチ 21分1R
○  フランク・シャムロック vs.  ジョン・ローバー ×
1R 7:40 ギブアップ（マウントパンチ）
※シャムロックが王座の初防衛に成功